# Fiat G.91
Fiat G.91 är ett italienskt stridsflygplan konstruerat och tillverkat av Fiat Aviazione.
Den togs i tjänst av Italiens flygvapen 1961 och 1962 av Västtysklands flygvapen Luftwaffe. 
Mellan 1965 och 1993 användes 94 begagnade flygplan från tyska Luftwaffe av den Portugals försvarsmakten. 
Modellen tillverkades under 19 år 1958–1977 i 770 exemplar.

## Varianter
- G.91
- G.91A
- G.91BS/1
- G.91BS/2
- G.91E
- G.91N
- G.91R/1
- G.91R/1A
- G.91R/1B
- G.91R/3
- G.91R/3SATS
- G.91R/4
- G.91R/5
- G.91R/6
- G.91RS or G.91S
- G.91T/1
- G.91T/3
- G.91T/3 Logair
- G.91T/4
- G.91TS
- G.91PAN
- G.91 target tug
- G.91Y
- G.91YT
- G.91YS

## Stridande uppdrag
G.91 gjorde sina enda stridsuppdrag under portugisiska kolonialkriget, särskilt i Guinea-Bissau, där den användes av Portugal som spaningsflygplan och som markattackflygplan. Napalm användes också. 
År 1973 försåg Sovjetunionen självständighetsrörelsen med bärbara markmålsrobotar av typen Strela-2 av typen MANPADS, med vilka sju G.91 sköts ned; totalt förlorades elva plan.
G.91:or hade också varit stationerade i Moçambique sedan 1968. Självständighetsrörelsen där hade också Strelas från 1973 och framåt, men lyckades inte skjuta ner dem. Portugal förlorade endast ett flygplan i en olycka i denna krigsskådeplats. Mot slutet av kolonialkrigen var G.91:or även stationerade i Angola.